# Aichi E11A
Aichi E11A (яп. 九八式水上偵察機, нічний розвідувальний гідролітак морський Тип 98) — серійний розвідувальний летючий човен Імперського флоту Японії періоду Другої світової війни.
Кодова назва союзників — «Лора» (англ. Laura).

## Історія створення
У 1936 році командування Імперського флоту Японії розробило технічне завдання «11-Сі» на проектування нового летючого човна для заміни Aichi E10A, який мав виконувати ті ж самі задачі — нічна розвідка та відстеження переміщення кораблів противника. В конкурсі знову взяли участь фірми Aichi та Kawanishi.
Літак фірми Aichi, який отримав позначення E11A, був фактично модернізацією літака E10A. Це був тримісний біплан, оснащений двигуном повітряного охолодження Hiro Type 91 Mk.22 потужністю 620 к.с. Двигун обертав один штовхальний гвинт. Озброєння складалось з одного 7,7-мм кулемета «Тип 92».
Прототип був готовий у 1937 році, і у 1938 році був переданий для порівняльних випробувань на базу військово-морського флоту в м. Йокосука. Випробування показали незначну перевагу конкурента, літака Kawanishi E11K, але в серійне виробництво був запущений E11A. Військове керівництво не наважилось прийняти на озброєння більш новаторський літак E11K, вважаючи його конструкцію складною та дорогою у виробництві.
У 1938 році літак фірми Aichi був прийнятий на озброєння під назвою «Нічний розвідувальний гідролітак морський Тип 98 Модель 11» (або E11A1). Оскільки потреба в цих літаках була незначна, було випущено 16 серійних машин.

## Тактико-технічні характеристики

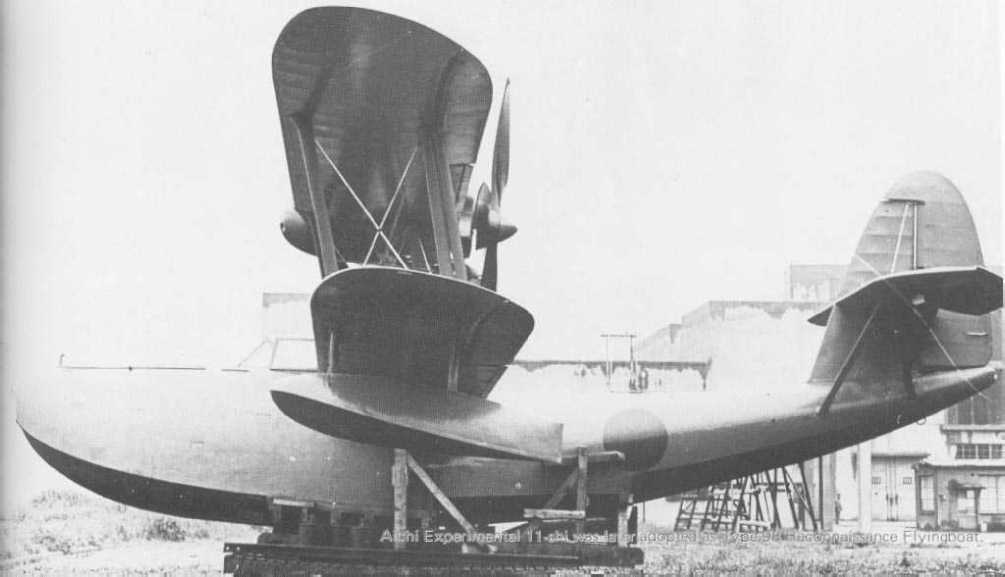

### Технічні характеристики
- Екіпаж: 3 чоловік
- Довжина: 10,71 м
- Висота: 4,52 м
- Розмах крила: 14,49 м
- Площа крила: 46,40 м²
- Маса пустого: 1 927 кг
- Маса спорядженого: 3 297 кг
- Двигун: 1 х Hiro Type 91 Mk.22
- Потужність: 620 к. с.

### Льотні характеристики
- Максимальна швидкість: 217 км/г
- Крейсерська швидкість: 135 км/г
- Практична дальність: 2 063 км
- Практична стеля: 4 425 м

### Озброєння
- Кулеметне: 1 × 7,7 мм кулемет «Тип 92»

## Історія використання
Початково літаки E11A використовувались за призначенням — вони діяли з палуб лінкорів та крейсерів, здійснюючи розвідку. Потім вони залучались до нічного патрулювання узбережжя Японії та Китаю.
На початковому етапі війни на Тихому океані вони застосовувались як транспортні.